# مداخل (یمن)
 مداخل  به عربی ( الَمداخل  )، روستایی است در عزلهٔ (تهامة)، در ناحیهٔ (المهجم)، از توابع استان ذَمار در کشور یمن در شبه جزیره عربستان.

## جمعیت
جمعیت آن (۹۶) نفر (۷ خانوار) می‌باشد.